# بروس فينك
بروس فينك (بالإنجليزية: Bruce Fink)‏ هو عالم أشنيات ‏ وعالم نبات أمريكي، ولد في 22 ديسمبر 1861، وتوفي في 10 يوليو 1927.